# Principauté épiscopale d'Augsbourg
v. 888 – 1803
Entités précédentes :
- Duché de Souabe

Entités suivantes :
- Électorat de Bavière

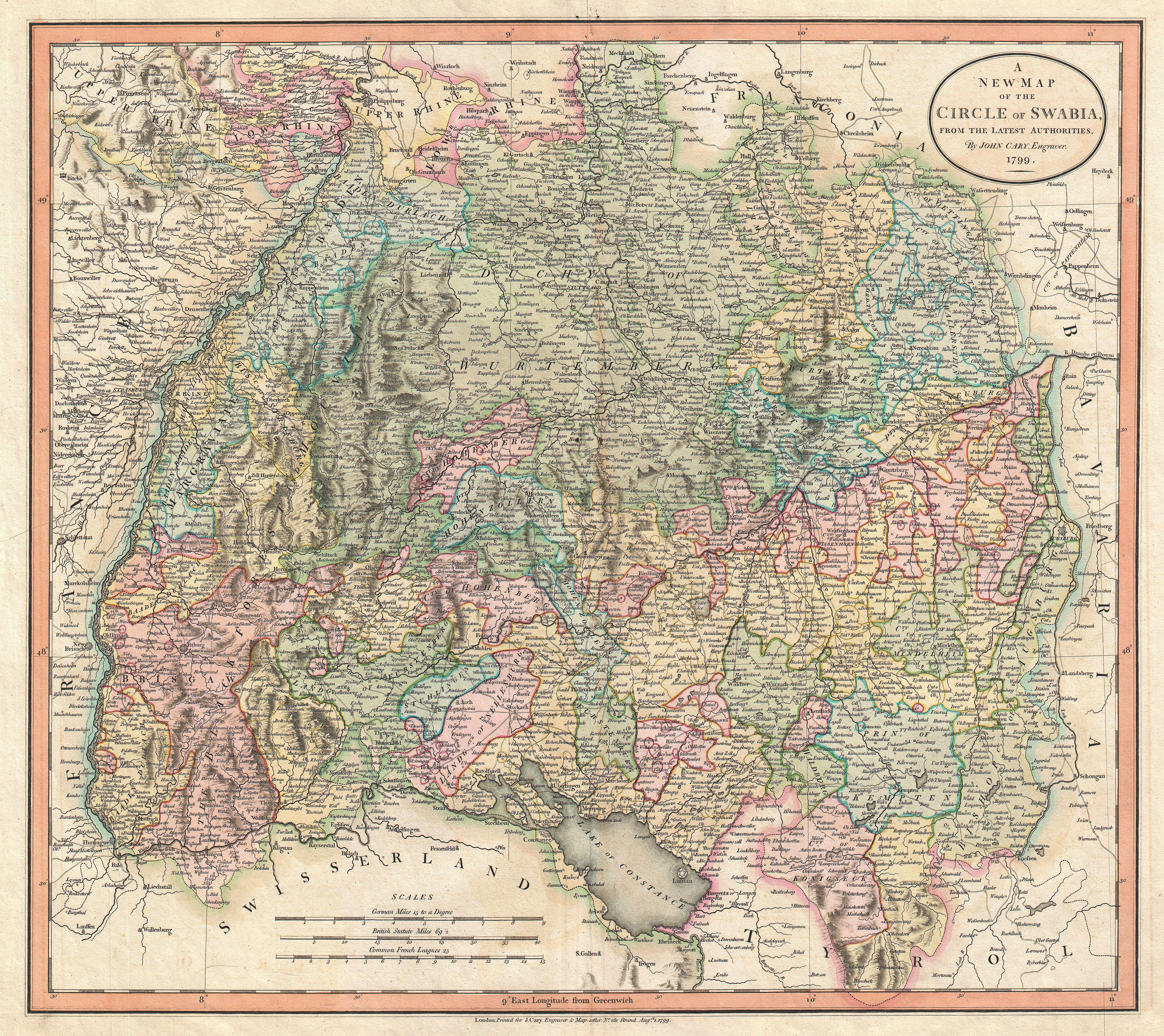
La principauté épiscopale d'Augsbourg (en vert) dans le cercle de Souabe.

La principauté épiscopale d'Augsbourg est un État du Saint-Empire romain germanique, compris dans le cercle de Souabe, ayant pour capitale la ville d'Augsbourg puis, à partir de 1276, Dillingen. C'est vers l'an 888 que naît la principauté épiscopale. Cet État existe pendant presque 900 ans, jusqu'au recès d'Empire en 1803.
La ville d'Augsbourg proprement dite, après avoir acquis le statut de ville libre, est une entité distincte et constitutionnellement et politiquement indépendante de la principauté épiscopale du même nom. Le principauté couvre quelque 2365 km2 et compte environ 100 000 habitants lors de son annexion à la Bavière.

## Histoire

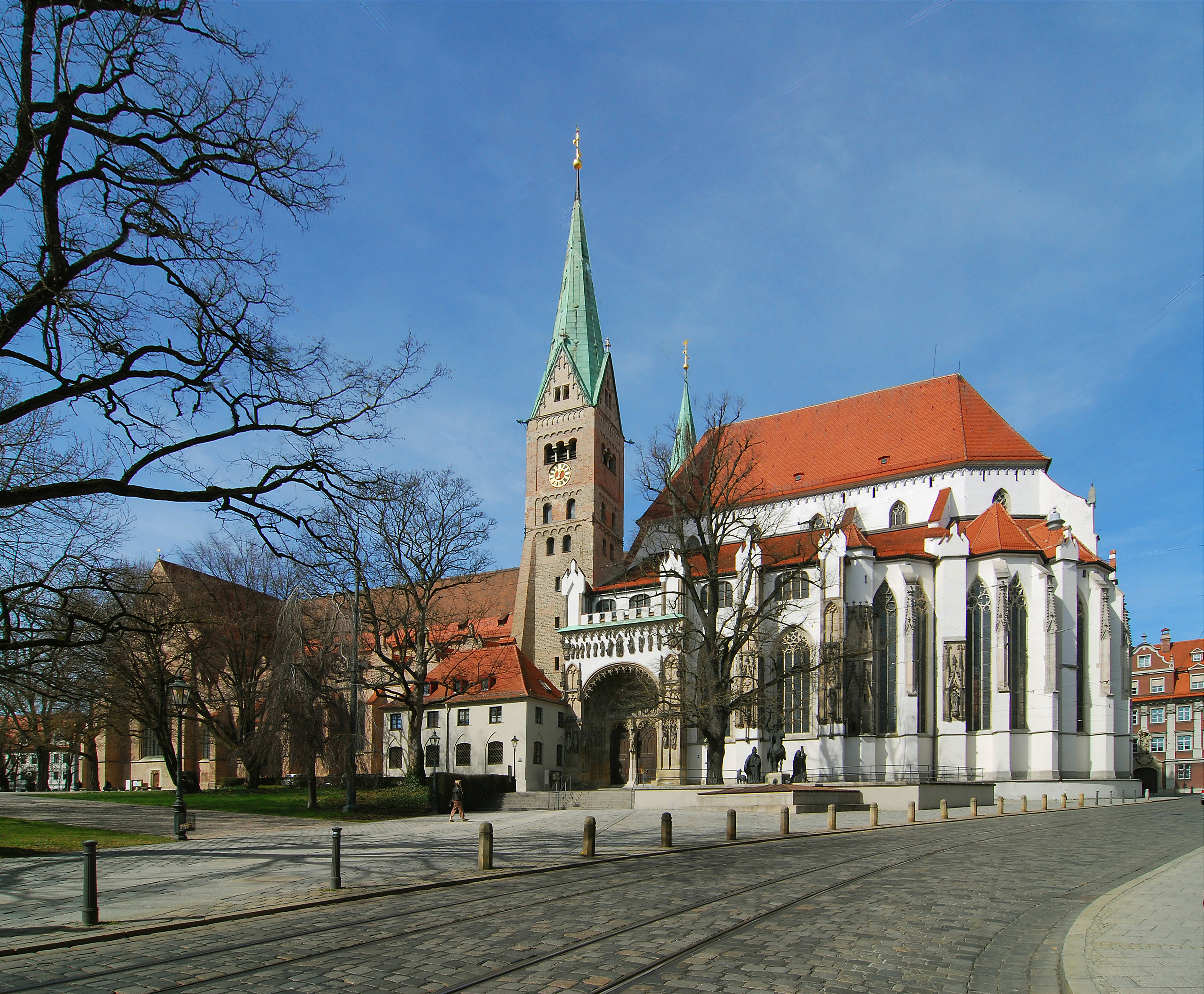
Cathédrale de la Visitation d'Augsbourg

### Réforme
La Réforme provoque un désastre dans le diocèse d'Augsbourg, qui s'étend bien au-delà du territoire de la principauté épiscopale d'Augsbourg et sur lequel l'évêque n'exerce que l'autorité spirituelle. Il comprend 1 050 paroisses de plus de 500 000 habitants. Outre le chapitre de la cathédrale, il se compose de huit collégiales, de quarante-six monastères et de trente-huit couvents. Luther, appelé à se défendre en présence du légat du pape devant la diète impériale d'Augsbourg (1518), trouve dans ce diocèse des adeptes enthousiastes parmi le clergé séculier et le clergé régulier, mais surtout parmi les carmélites, au couvent de Sainte-Anne où il réside ; il trouve également la faveur des conseillers municipaux, des bourgeois et des commerçants. Mgr. Christophe de Stadion (1517-1543) fait tout ce qui est en son pouvoir pour enrayer la propagation des enseignements actuels ; il appelle des érudits à la chaire de la cathédrale, entre autres Urbanus Rhegius, qui, cependant, est bientôt passé à Martin Luther ; il convoque à Dillingen un synode où il est interdit de lire les écrits de Luther ; il promulgue dans tout son diocèse la bulle du pape Léon X (1520) contre Luther ; il interdit aux Carmélites, qui répandent la nouvelle doctrine, de prêcher ; il avertit les magistrats d'Augsbourg, de Memmingen et d'autres lieux de ne pas tolérer les réformateurs, et il adopte d'autres mesures similaires.

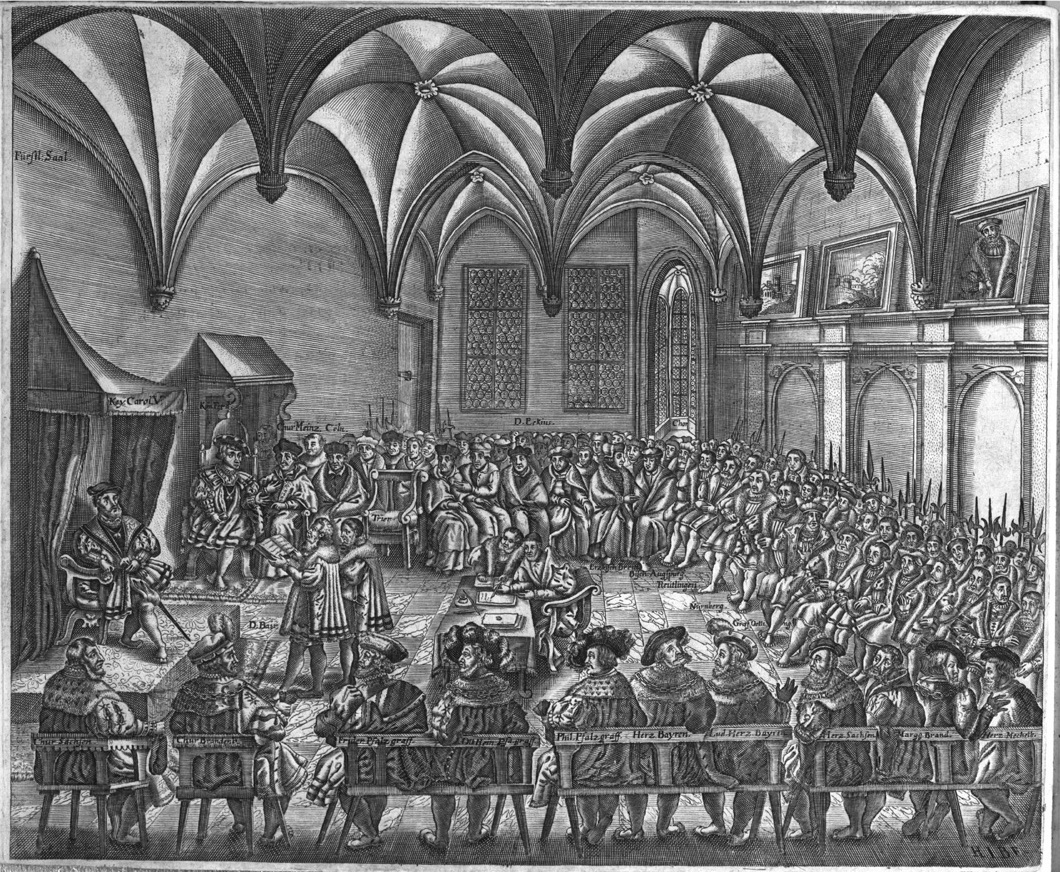
Lecture de la confession d'Augsbourg de l'empereur Charles Quint à la diète d'Augsbourg, 1530.

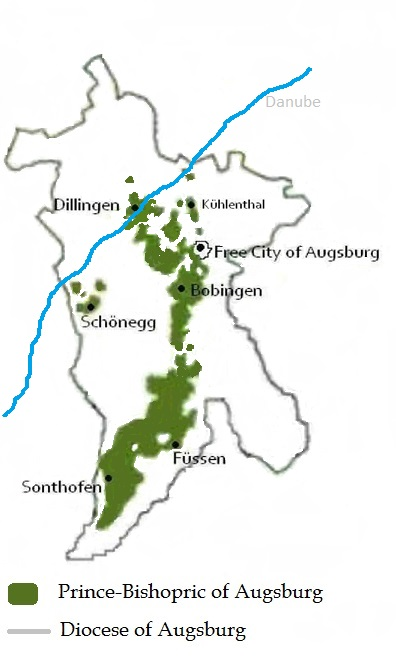
La principauté épiscopale (en vert) et le diocèse d'Augsbourg.

Malgré tout, les partisans de Luther obtiennent la victoire au conseil municipal, ce qui est facilité par le fait qu'Augsbourg, ville libre d'Empire, est totalement indépendante du prince-évêque. En 1524, divers usages ecclésiastiques catholiques, notamment l'observation du jeûne, sont abolis à Augsbourg. Les prêtres apostats, dont beaucoup, à l'instar de Luther, ont pris des épouses, sont soutenus par le conseil municipal et les prêtres catholiques privés du droit de prêcher. Pendant la guerre des paysans allemands, de nombreux monastères, institutions et châteaux sont détruits. 
Entre 1524 et 1573, il y a une présence anabaptiste significative à Augsbourg. C'est le lieu du synode des martyrs fin août 1527, une réunion internationale de représentants de divers groupes anabaptistes. Une majorité des participants sont morts en martyrs peu de temps après. 
À la diète d'Augsbourg en 1530, lors de laquelle la dite confession d'Augsbourg est livrée à l'empereur dans la chapelle du palais épiscopal, l'empereur publie un édit selon lequel toutes les innovations doivent être supprimées et les propriétés catholiques doivent être restituées.
Le conseil municipal s'établit cependant dans l'opposition, rappelle (1531) les prédicateurs protestants expatriés, supprime les offices catholiques dans toutes les églises sauf la cathédrale (1534) et rejoint en 1537 la ligue de Smalkalde. Au début de cette année, un décret du conseil est pris, interdisant partout la célébration de la messe, la prédication et toutes les cérémonies ecclésiastiques, et donnant au clergé catholique la possibilité de s'enregistrer à nouveau comme citoyens ou de quitter la ville. Une écrasante majorité des membres du clergé séculier et régulier choisi le bannissement ; l'évêque se retire avec le chapitre de la cathédrale à Dillingen, d'où il adresse au pape et à l'empereur un appel en vue de la réparation de ses griefs. Dans la ville d'Augsbourg, les églises catholiques sont saisies par les prédicateurs luthériens et zwingliens ; sur ordre du conseil, les images sont supprimées et, à l'instigation de Bucer et d'autres, une manifestation iconoclaste suit, entraînant la destruction de nombreux monuments et d'œuvres d'art.
La plus grande intolérance est exercée à l'égard des catholiques restés dans la ville libre ; leurs écoles sont dissoutes ; les parents sont obligés d'envoyer leurs enfants dans des institutions luthériennes ; il est même interdit d'entendre la messe en dehors de la ville sous des peines sévères. Sous Othon Truchsess de Waldbourg (1543-73), les premiers signes d’amélioration de l’attitude envers les catholiques sont observés. Au début des hostilités (1546) entre l'empereur et la Ligue de Smalkalde, Augsbourg, en tant que membre de la ligue, prend les armes contre Charles Quint et le prince-évêque, investit et pille Füssen et confisque la quasi-totalité des possessions restantes du diocèse. 
Après la victoire à Muehlberg (1547), cependant, les troupes impériales marchent contre Augsbourg. La ville est forcée de demander grâce, de rendre douze pièces d'artillerie, de payer une amende, de restaurer le plus grand nombre d'églises catholiques et de rembourser le diocèse et le clergé pour les biens confisqués. En 1547, l'évêque Otto Truchsess, qui est nommé entre-temps cardinal, revient dans la ville avec le chapitre de la cathédrale. Lors de la diète tenue en 1548, l'Intérim d'Augsbourg est mis en place. Après une occupation temporaire de la ville et la suppression des services catholiques de l'électeur, le prince Maurice de Saxe (1551), la paix d'Augsbourg est conclue à la Diète de 1555 ; qui est suivie d'une longue période de paix.